# Amphiblestrum crassispinosum
Amphiblestrum crassispinosum är en mossdjursart som först beskrevs av Silén 1954.  Amphiblestrum crassispinosum ingår i släktet Amphiblestrum och familjen Calloporidae. Inga underarter finns listade i Catalogue of Life.